# LPO-50
L'LPO-50 (ЛПО-50, Легкий Пехотный Огнемёт, lanciafiamme leggero da fanteria) è un lanciafiamme prodotto nell'Unione Sovietica a partire dal 1950.

## Tecnica
Ha tre bombole di 3,3 l ciascuna per il liquido incendiario sotto pressione comandate mediante 6 valvole, ognuna permette un getto di due o tre secondi. La lancia per il getto è dotata di bipiede e l'espulsione avviene tramite una delle tre cartucce pirotecniche presenti sulle bombole, e non attraverso gas sotto pressione, come è solito nei lanciafiamme.
La gittata varia fra i 20 e i 60 metri, a seconda del liquido incendiario utilizzato, con un massimo di 70 m. È stato largamente esportato e prodotto su licenza in Cina con il nome di Tipo 74.